# Rivière l'Estère
La rivière l'Estère ou fleuve l'Estère est un cours d'eau qui coule à Haïti dans le département d'Artibonite.

## Géographie
Ce cours d'eau est à la fois un fleuve et un affluent du fleuve Artibonite. En effet, à l'approche des côtes haïtiennes, la rivière l'Estère se sépare en trois bras principaux. L'un d'eux coule à travers les basses vallées et se jette dans le fleuve Artibonite  les deux autres bras se dirigent vers la mer, l'un des deux se jette dans la baie Grand-Pierre près de la ville portuaire de Grande-Saline, non loin de l'embouchure du fleuve Artibonite, l'autre bras se jette dans la baie de la Tortue près de la ville portuaire des Gonaïves.

## Hydrologie
Le bassin versant de l'Estère est de 700 km2, le débit moyen (ou module) de 3,1 m3/s, et le coefficient d'écoulement de 12,7 %.